# Distoleon interruptus
Distoleon interruptus är en insektsart som först beskrevs av Hermann Julius Kolbe 1897.  Distoleon interruptus ingår i släktet Distoleon och familjen myrlejonsländor. Inga underarter finns listade i Catalogue of Life.